# Šózó Sasahara
Šózó Sasahara (28. července 1929 Jamagata – 5. března 2023) byl japonský zápasník – judista a volnostylař, olympijský vítěz z roku 1956.

## Sportovní kariéra
Pochází z města Jamagata, kde začínal s judem na základní škole. Během druhé světové války pomáhal v továrně na letadla. Po válce v roce 1945 bylo Japonsko jako poražená země okupována Spojenými státy. V období okupace 1945 až 1952 byly zakázány činnosti Butokukai, tedy vládní organizace (tzv. ministerstva sportu) mající na starost výuku bojových uměních (judo, kendó) na školách. Namísto juda se vyučoval v rámci tělesné výchovy Američany schválený zápas ve volném stylu. Volnému stylu se věnoval na střední a později i vysoké škole Čúó daigaku na předměstí Tokia v Hačiódži.
Zlomovým rokem v jeho sportovní kariéře byl rok 1953, kdy vyhrál národní mistrovství. Dostal se do japonské volnostylařské reprezentace, která se připravovala na domácí mistrovství světa v Tokiu v roce 1954. V Tokiu se předvedl před domácím publikem ve výborném světle a získal první titul mistra světa pro japonský zápas.
V roce 1956 startoval na olympijských hrách v Melbourne ve váze do 62 kg. Potvrdil roli hlavního favorita a bez porážky získal zlatou olympijskou medaili. Vzápětí ukončil sportovní kariéru. Věnoval se podnikatelské práci. Žil střídavě doma v Japonsku a na východním pobřeží Spojených států odkud dovážel jako jeden z prvních potravinové doplňky stravy. Po neúspěchu japonských zápasníků na olympijských hrách v Římě v roce 1960 převzal volnostylařskou reprezentaci, která v domácím prostředí na olympijských hrách v Tokiu v roce 1964 brala tři zlaté a jednu bronzovou olympijskou medaili. Později působil jako vysoký sportovní funkcionář doma i na mezinárodní úrovni.

## Výsledky

### Volný styl
| Turnaj            | 1954 | 1955 | 1956 |
| Turnaj            | 25   | 26   | 27   |
| Turnaj            | -62  | -62  | -62  |
| ----------------- | ---- | ---- | ---- |
| Olympijské hry    |      |      | 1.   |
| Mistrovství světa | 1.   |      |      |